# Ludwig Erhard
Ludwig Wilhelm Erhard (Fürth, 4 februari 1897 – Bonn, 5 mei 1977) was een Duits politicus van de CDU en econoom en bondskanselier van Duitsland van 1963 tot 1966.
Hij staat bekend om zijn leidinggevende rol in het hervormen en het herstellen van de Duitse naoorlogse economie, van het Wirtschaftswunder, Duits voor 'economisch wonder', toen hij in de regering van Konrad Adenauer minister van Economische Zaken was, voordat hij zelf in 1963 kanselier werd.

## Levensloop
Ludwig Erhard volgde van 1913 tot 1916 een opleiding tot koopman. Hij diende tijdens de Eerste Wereldoorlog van 1916 tot 1918 in het Duitse leger en raakte in 1918 bij Ieper, in België, ernstig gewond. Hij studeerde van 1919 tot 1922 aan de handelshogeschool van Neurenberg en werd gediplomeerd koopman en boekhouder. Daarna studeerde hij verder aan de Universiteit van Frankfurt en promoveerde er in de handelswetenschappen. Hij was van 1928 tot 1942 wetenschappelijk assistent. Zijn carrière leed er waarschijnlijk onder, dat hij lid weigerde te worden van nationaalsocialistische organisaties.

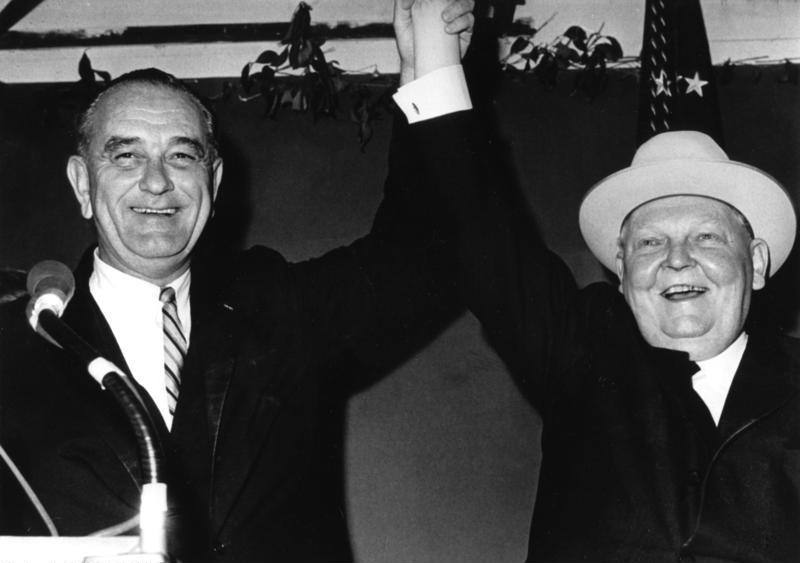
President van de Verenigde Staten Lyndon B. Johnson en bondskanselier Ludwig Erhard tijdens bezoek aan Stonewall, Texas op 28 december 1963.

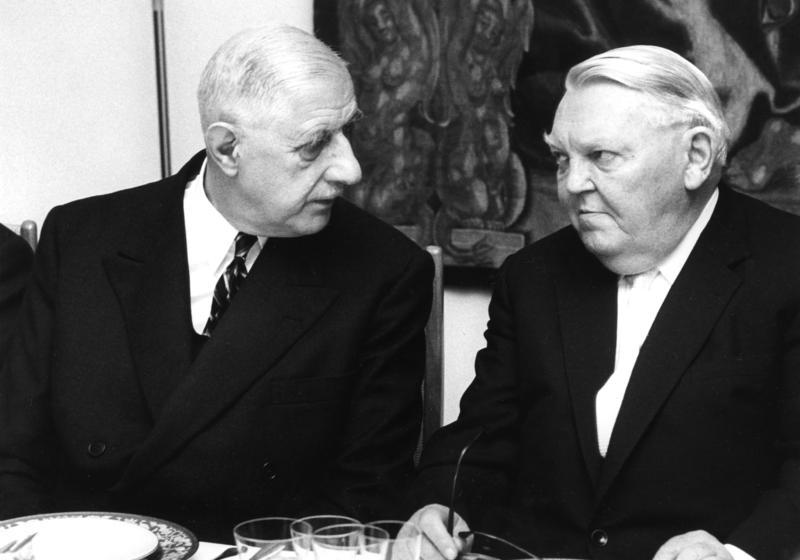
President van Frankrijk Charles de Gaulle en bondskanselier Ludwig Erhard tijdens een bijeenkomst in Bonn op 11 juni 1965.

## Politiek
Na de Tweede Wereldoorlog werd Erhard minister van economische zaken in Beieren, 1945-1946. Hij werd in 1947 aan de universiteit van München hoogleraar in de economie. In 1949 werd hij in de Bondsdag gekozen.
Erhard werd in 1949 minister van Economische Zaken onder bondskanselier Konrad Adenauer. Hij keerde zich tegen de planeconomie en kartelvorming en was voorstander, ontwerper van de "sociale markteconomie". Hij was tegenstander van de medezeggenschap van de vakbonden. Erhards beleid als minister van Economische Zaken was succesvol en de naoorlogse economie in Duitsland bloeide op. Zijn beleid droeg sterk aan het Wirtschaftswunder bij.
Hij werd pas in 1963 lid van de CDU en werd  in oktober 1963 door de partij voorgedragen om Konrad Adenauer op te volgen als bondskanselier. Hij werd inderdaad korte tijd later in dat ambt bevestigd.
Adenauer en Erhard waren voortdurend met elkaar in conflict, vooral over economische kwesties, maar ook over de opvolging van Adenauer. Het bleek dat Adenauer liever iemand anders als zijn opvolger had gezien.
In tegenstelling tot Adenauer, die zich tot zijn rivaal had ontwikkeld, was Erhard niet bijzonder autoritair en koos hij zowel op economisch als op politiek niveau voor de 'gulden middenweg'. Hij had met een groeiende oppositie binnen zijn partij te maken. Die kwam niet alleen van Adenauer, maar ook van Franz Josef Strauß, van de Beierse CSU, die beide tot de rechtervleugel van de partij behoorden.
Erhard werd in 1965 als bondskanselier herkozen. Zijn aanzien slonk echter aanzienlijk en op 25 oktober 1966 dienden de liberale ministers van de FDP hun ontslag in, waarna zijn kabinet viel. Hij diende op 2 november 1966 zijn ontslag in.
Erhard was van 1966 tot 1967 voorzitter van de CDU, de Christelijk Democratische Unie, en sinds 1967 erevoorzitter.
- Bibsys: 90178845
- Bibliothèque nationale de France: cb121215239 (data)
- Catàleg d'autoritats de noms i títols de Catalunya: 981058610508906706
- CiNii: DA02965802
- Gemeinsame Normdatei: 118530755
- International Standard Name Identifier: 0000 0001 1068 2461
- Library of Congress Control Number: n50053242
- Nationale Bibliotheek van Letland: 000039864
- MusicBrainz: 25c12ac2-7f46-49aa-b621-1e418ea0df4d
- National Archives and Records Administration: 10582238
- Bibliotheek van het Japanse parlement: 00521469
- Nationale Bibliotheek van Tsjechië: jn20000700486
- Nationale Bibliotheek van Israël: 987007277769805171
- Nationale Bibliotheek van Polen: a0000001226405
- Nederlandse Thesaurus van Auteursnamen: 070468494
- Réseau des bibliothèques de Suisse occidentale: 02-A003220267
- Istituto Centrale per il Catalogo Unico: TO0V035002
- LIBRIS: 185314
- SNAC: w6pw0p42
- Système universitaire de documentation: 029630622
- Virtual International Authority File: 66499657
- WorldCat: E39PBJfWVj6G3kP9vrvt4vRR8C

Adenauer (1949–1963) ·
Erhard (1963–1966) ·
Kiesinger (1966–1969) ·
Brandt (1969–1974) ·
Scheel (1974) ·
Schmidt (1974–1982) · 
Kohl (1982–1998) ·
Schröder (1998–2005) ·
Merkel (2005–2021) ·
Scholz (2021–heden)